# 貝尼艾薩
29°36′N 0°15′E / 29.600°N 0.250°E

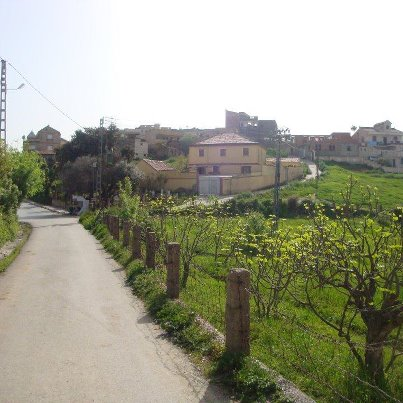
貝尼艾薩

貝尼艾薩（阿拉伯语：‎），是阿爾及利亞的城鎮，位於該國北部提濟烏祖省，由貝尼杜瓦拉區負責管轄，面積21平方公里，2008年人口7,628，人口密度每平方公里359人。